# Vespa scutellata
Vespa scutellata är en getingart som beskrevs av Weber 1801. Vespa scutellata ingår i släktet bålgetingar, och familjen getingar. Inga underarter finns listade i Catalogue of Life.